# Historia de Azerbaiyán
Azerbaiyán es un país de la región del Cáucaso, Eurasia, que limita con el mar Caspio al este, la región rusa de Daguestán al norte, Georgia al noroeste, Armenia y Turquía al suroeste e Irán al sur. Su población es de unos 10 millones de habitantes, siendo la mayoría de ellos de la etnia azerí. El territorio histórico azerí se extiende por la república de Azerbaiyán y sobre varias provincias de Irán. 
La inclusión de Azerbaiyán en el Gran Imperio Selyúcida en el siglo XI juega un papel importante en la formación del pueblo azerbaiyano.La formación de la nación azerbaiyana termina en el siglo XIII.
A principios del siglo XI, la región fue invadida gradualmente por oleadas de turcos Oghuz de Asia Central, que en ese momento adoptaron un nombre étnico turcomano.La primera de estas dinastías turcas fue el Imperio Selyúcida, que entró en Azerbaiyán en 1067.
Después de la muerte de Timur, surgieron en la región dos estados turcos independientes y rivales: Qara Qoyunlu y Aq Qoyunlu. Aq Qoyunlu y Qara Qoyunlu consistían principalmente en tribus turcas de habla Azerí y tenían una estructura confederada de dos estados. Algunos historiadores opinan que son azerbaiyanos modernos. Los Shirvanshahs, por otro lado, volvieron a ser independientes en este proceso y fortalecieron su gobiernos locales.
El idioma principal de los gobernantes Safavid era el azerí, se hablaba en el Palacio Safavid hasta el colapso del estado.·· Los señores feudales del estado estaban formados por las tribus Qizilbash de habla azerbaiyana. y tenían la ventaja en la administración del estado. de manera similar, constituyeron el ejército estatal de los Safavids.···
Después de la desintegración del Imperio Afshar en 1747, surgieron (Kanatos de Azerbaiyán) kanatos (reinos) de origen azerbaiyano en Azerbaiyán y el Azerbaiyán iraní. este período se considera el período de fragmentación feudal de Azerbaiyán.
El período de los kanatos se considera el período de fragmentación feudal de Azerbaiyán. Así comenzó el período de medio siglo de la independencia de Azerbaiyán, aunque en condiciones de profunda desintegración política y guerra civil
Después de las guerras ruso-persas de 1804–1813 y 1826–1828, Qajar Irán se vio obligado a ceder sus territorios del Cáucaso al Imperio ruso; los Tratados de Gulistan en 1813 y Turkmenchay en 1828 definen la frontera entre la Rusia zarista y el Irán Qajar
Azerbaiyán tiene un rico patrimonio cultural. Tiene la distinción de ser el primer país en albergar artes escénicas como la ópera y el teatro entre los países donde los musulmanes son mayoría.
Después de más de 80 años de pertenecer al Imperio Ruso en el Cáucaso, se estableció la República Democrática de Azerbaiyán en 1918. Azerbaiyán fue invadido por las fuerzas soviéticas en 1920, lo que llevó a la creación de la República Socialista Soviética de Azerbaiyán. Al comienzo del período soviético, finalmente se forjó la identidad nacional de Azerbaiyán. Azerbaiyán permaneció bajo el dominio soviético hasta el colapso de la Unión Soviética en 1991, después de lo cual se proclamó la República independiente de Azerbaiyán. Las relaciones hostiles con la vecina Armenia y el conflicto de Nagorno-Karabaj han estado en el centro de la política de Azerbaiyán desde la independencia.

## Antigua Azerbaiyán

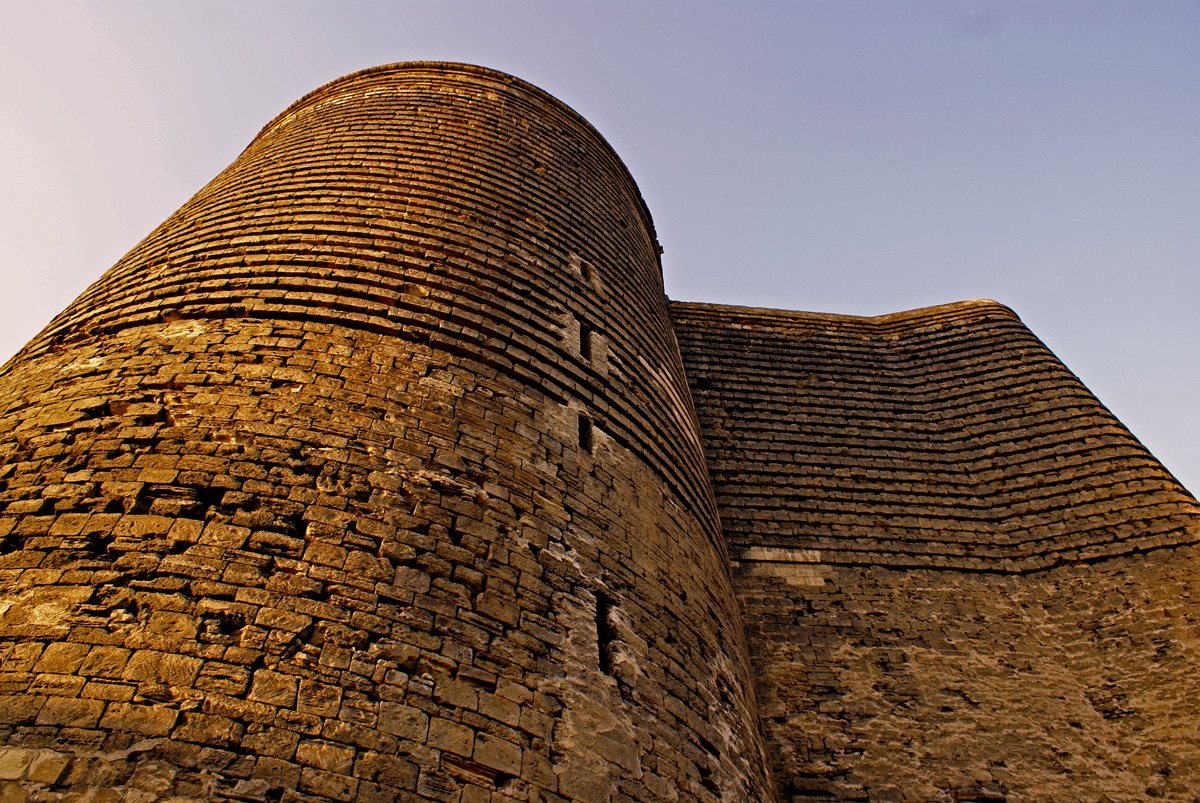
Torre de la Doncella en el Viejo Bakú es Patrimonio de la Humanidad, construida entre los siglos y

Los primeros indicios de asentamientos humanos en el territorio de Azerbaiyán fechan de finales de la Edad de Piedra. La cueva de Azykh en el territorio del distrito de Fizuli en la República de Azerbaiyán se considera el sitio de una de las habitaciones protohumanas más antiguas de Eurasia. Se encontraron restos de la cultura preaheuleana en las capas más bajas de la cueva de Azykh que tienen al menos 700,000 años de antigüedad. En 1968, Mammadali Huseynov descubrió una quijada parcial de un humano primitivo de 300,000 años de antigüedad, este era el más antiguo de los restos humanos jamás descubierto en la Unión Soviética.
La influencia de pueblos y civilizaciones antiguas llegó a una encrucijada en el territorio de Azerbaiyán. Una variedad de pueblos caucásicos parece ser los primeros habitantes del sur del Cáucaso, con los notables albaneses caucásicos siendo su representante más prominentemente conocido.
El período Eneolítico o Calcolítico (hacia el 6 - 4 milenio a . C) fue el período de transición de la Edad de Piedra a la Edad del Bronce. Se han descubierto muchos asentamientos Eneolíticos en Azerbaiyán, y los artefactos con fecha de carbono muestran que durante este período, la gente construyó casas, hizo herramientas de cobre y puntas de flecha, y estaba familiarizada con la agricultura sin irrigación.

### Gobernanza aqueménida y seléucida
Tras el derrocamiento del Imperio Mediano, todo lo que hoy es Azerbaiyán fue conquistada por la Dinastía Aqueménida alrededor de 550 a. C., dando lugar a la propagación del zoroastrismo, más tarde pasó a formar parte del imperio de Alejandro el Grande, y su sucesor, el Imperio seléucida. Los Caucásicos albaneses, habitantes originales de la zona establecieron un reino independiente en torno al siglo IV a. C. pero cerca de 95-67 a. C. partes del territorio fueron subyugados por Tigranes II el Grande. Cuando los romanos y los Partos comenzaron a expandir sus dominios en los alrededores del Cáucaso, Albania, a diferencia de Armenia, logró mantenerse parcialmente independiente y, además, firmó un tratado de paz con la República Romana, como atestigua Estrabón.Este primer Imperio Persa tuvo un profundo impacto en la población local a medida que la religión del Zoroastrismo se volvió ascendente al igual que varias influencias culturales persas tempranas. Muchos de los pueblos locales de la Albania caucásica llegaron a ser conocidos como adoradores del fuego, lo que puede ser un signo de su fe zoroastriana.
Este imperio existía más de 250 años y fue conquistado más tarde por Alejandro Magno y condujo al surgimiento de la cultura helenística en todo el antiguo Imperio Persa.Los griegos seléucidas heredaron el Cáucaso después de la muerte de Alejandro en 323 a. C., pero finalmente fueron asediados por las presiones de Roma, los griegos secesionistas en Bactria y, más desfavorablemente, los partos (Parni), otra tribu nómada iraní de Asia Central, que hizo incursiones serias en el los dominios seléucidas del este del norte desde finales del siglo IV a. C. hasta el siglo III a. C. y esto finalmente permitió a las tribus locales caucásicas establecer un reino independiente por primera vez desde la invasión de la mediana.

### Albania del Cáucaso, los Partos y la conquista de Sasánida

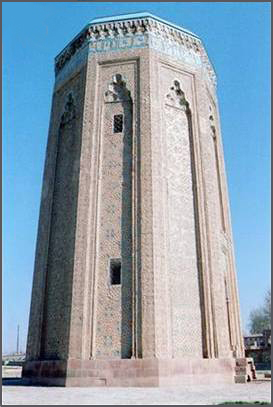
Mausoleo del.

En el 252 el territorio se convirtió en un estado vasallo del Imperio sasánida, mientras que el cristianismo fue adoptado oficialmente como la religión del estado en el siglo IV d. C. cuando los Romanos lograron ocupar temporaneamente la Albania caucásica. El reino albanés se fusionó alrededor de una identidad caucásica nativa para forjar un estado único en una región de vastos estados imperiales. A medida que la región se convirtió en una arena de guerras cuando los romanos y los partos comenzaron a expandir sus dominios, la mayor parte de Albania llegó, muy brevemente, bajo el dominio de las legiones romanas bajo Pompeyo y el sur controlado por los partos. Una roca tallada de lo que se cree que es la inscripción romana más al este sobrevive al sudoeste de Bakú en el sitio de Gobustán.Está inscrito por la Legio XII Fulminata en tiempos del emperador Domiciano. La Albania del Cáucaso quedó bajo el dominio de los partos.
A pesar de las numerosas conquistas de Sasánidas y luego romanos orientales, la Albania caucásica siguió siendo una entidad en la región hasta el siglo IX d. C. El territorio moderno de Azerbaiyán corresponde aproximadamente a la del antiguo reino. La Dinastía de los Omeyas y los Sasánidas fueron ambos rechazados de la región del Cáucaso por los bizantinos y Albania se convirtió a un estado vasallo de estos últimos. Al comienzo del siglo XI, el territorio fue sometido gradualmente por olas de tribus turcas de Asia central. La primera fue la Gaznavida, que se hizo cargo de la zona que hoy se conoce como Azerbaiyán en 1030.

## Edad Mediana

### Imperio selyúcida y estados sucesores
En el ámbito local, las posesiones de la Dinastía Selyúcida fueron controladas por gobernadores locales, que eran técnicamente vasallos de los sultanes selyúcidas, siendo a veces los gobernantes de facto. Después de la caída del Califato Abasí, el territorio de Azerbaiyán estuvo bajo el dominio de muchas dinastías iraníes, como Salarides, Sajids, Shaddadids y Buyids iraníes. Sin embargo, a comienzos del siglo XI, el territorio fue gradualmente tomado por las olas de las tribus turcas Oghuz, originarias de Asia Central. La primera de estas dinastías turcas fueron los ghaznavíes del norte de Afganistán, 1030. Les siguió Seljuk, una rama occidental del Oghuz, y continuaron hasta Irak, donde estaban derrocó a los buyids en Bagdad en 1055.Selyúcida se convirtieron en los principales gobernantes de un vasto imperio que incluía a todo Irán y Azerbaiyán hasta el final del siglo XII. Durante el período selyúcida, el influyente visir de los sultanes selyúcidas, Nizami ul-Mulk (un notable erudito y administrador persa), ha sido introducido en numerosas reformas educativas y burocráticas. Su muerte en 1092 marcó el comienzo del declive del bien organizado estado selyúcida que se deterioró aún más después de la muerte del sultán Ahmad Sanjar en 1153.
El título de Atabeg fue común durante la dominación selyúcida de Oriente Medio en el siglo XII. Bajo su dominio de los siglos XII al XIII, Azerbaiyán se ha convertido en un importante centro cultural de los turcos. Los palacios de los Atabeg Eldegizids y los Shirvanshah albergaron a varios destacados artesanos y científicos musulmanes. El más famoso de los gobernantes atabeg fue Shams al-din Eldeqiz (Eldeniz). 
Bajo los selyúcidas, se han realizado grandes progresos en diferentes ciencias y filosofía por parte de azeríes como Bahmani, Khatib Tabrizi, Shahab al-Din Suhrawardi y otros. Los poetas azeríes como Nizami Ganjavi y Khaqani Shirvani, que vivieron en esta región, personifican el punto más elevado de la refinada literatura azerbaiyana medieval. Además, la región es un boom de la construcción y el período selyúcida está personificado por las murallas de la fortaleza, mezquitas, escuelas, mausoleos y puentes de Bakú, Ganyá y Absheron, que fueron construidos durante el siglo XII. 
En 1225, Jalaleddin Kharazmshah del imperio Khwarezmid puso fin a la regla de Atabeg.

### Los mongoles y gobernanza de Ilkhanid
El próximo estado gobernante fue de corta duración y cayó bajo las conquistas de Tamerlán. La dinastía local se convirtió en un estado vasallo del imperio de Tamerlán y le ayudó en su guerra contra Toqtamish de la Horda de Oro. Tras la muerte de este conquistador, surgieron dos Estados independientes y rivales. La invasión mongola del Medio Oriente y el Cáucaso fue un evento devastador para Azerbaiyán y la mayoría de sus vecinos. Desde 1220, comenzó a pagar tributos a los mongoles. Jebe y Subotai hicieron el pequeño estado neutral. En 1231, los mongoles ocuparon la mayor parte de Azerbaiyán y mataron a Khorezmshah Jalaladdin, que había derrocado a la dinastía Atabeg. En 1235, los mongoles destruyeron las ciudades de Ganyá, Shamkir, Tovuz y Shabran en su camino hacia la conquista de la Rusia de Kiev. Para el 1236, todo Transcaucasia estaba en manos de Ogedei khan. 
Se mantuvo un alto grado de autonomía por parte de los gobernantes locales y vasallos desde 861 hasta 1539. Después de los Safávidas, el área fue gobernada por dinastías iraníes como los Zand. Sin embargo, aunque de iure bajo Imperio persa, de facto kanatos independientes surgieron en la zona, especialmente tras el colapso de la dinastía Zand. Constantemente envueltos en conflictos bélicos, estos kanatos fueron incorporados al Imperio ruso, tras la guerra ruso-persa de comienzos del siglo XIX, tras la cual el Imperio persa reconoció la soberanía rusa sobre el kanato de Ereván, en ese entonces la región tenía una población cercana de 550.000 habitantes.

### El final de gobernanza mongola y la rivalidad entre Kara Koyunlu-Agh Koyunlu
Tamerlan (Amir Timur) lanzó una devastadora invasión de Azerbaiyán en la década de 1380, e incorporó temporalmente Azerbaiyán en su vasto dominio que abarcaba gran parte de Eurasia. El estado de Shirvanshah bajo Shirvanshah Ibrahim I también fue vasallo de Timur y ayudó a Timur en su guerra con el gobernante mongol Tokhtamysh de la Horda de Oro. Azerbaiyán experimentó disturbios sociales y conflictos religiosos durante este período debido al conflicto sectario iniciado por Hurufi, Bektashi y otros movimientos.El establecimiento del sistema estatal de Azerbaiyán progresó entre los siglos XV y XVIII y más tarde. Los grandes imperios del período Garagoyunlu, Aggoyunlu, Safavi, Afshar y Gajar fueron gobernados directamente por las dinastías de Azerbaiyán. En el periodo de gobernanza del gran hombre de Estado de Azerbaiyán Uzun Hasan (Hasan Alto) (1468-1478) el emperador de Aggoyunlu apareció como una gran entidad político-militar en todo el Cercano y el Medio Oriente. El establecimiento del sistema estatal de Azerbaiyán estaba desarrollando.

### Los Shirvanshahs
Shirwan Shah fue el título en los tiempos islámicos medievales de una dinastía de origen árabe. El papel del estado de Shirvanshah fue importante en el desarrollo nacional de Azerbaiyán. Los Shirvanshah mantuvieron un alto grado de autonomía como gobernantes y vasallos locales desde 861 hasta 1539, y proporcionaron una continuidad que duró más que cualquier otra dinastía en el mundo islámico. Hay dos períodos de un estado independiente de Shirvan: primero en el siglo XII, bajo Sultans Manuchehr y Axsitan que construyeron la fortaleza de Bakú, y segundo en el siglo XV bajo la dinastía Derbendid. Entre los siglos XIII y XIV, los Shirvanshahs fueron vasallos de los imperios mongol y timurí. Los Shirvanshahs Khalilullah I y Farrukh Yassar presidieron un período altamente estable en la historia de la dinastía.Uzun Hasan se dedicó a la creación de un fuerte estado centralizado que abarcaré el territorio de Azerbaiyán. Para este propósito compuso 'Ganunname'(el de la Ley).Él ordenó a Abu Bekr Tehrani escribir Oguzname (Oguz epic) en nombre de "Kitabi-Diyarbekerriye'.  
El complejo arquitectónico del "palacio de Shirvanshah" en Bakú (que también era un lugar de entierro de la dinastía) y el Halwatiyya Sufi Khaneqa fueron construidos durante el reinado de estos dos gobernantes a mediados del siglo XV. En 1462 Shaykh Junayd, el líder de Safavids fue asesinado en la batalla contra Shirvanishans, cerca de la ciudad de Gusar (fue enterrado en el pueblo Hazra), un evento que dio forma a las acciones posteriores de Safavid que conducen a una nueva etapa en la historia de Azerbaiyán.  
Safavid (Safavi) fue una orden religiosa sufí centrada en Irán y formada en la década 1330 por el Sheij Safi Al-Din (1252-1334), en honor del quien fue nombrado el estado. Durante del reinado del sistema estatal de Safavis, progresó el establecimiento en Azerbaiyán. Azerbaiyáno había sido la lengua oficial del Estado.Algunos seguidores de Safavid, sobre todo los del Qizilbash se aumentaron en el siglo XVI y sus generales pudieron emprender una guerra exitosa contra el estado de Ak Koyunlu y capturar Tabriz.La importancia distintiva lleva a cabo el período de finales del 15 y 16 temprano, cuando el estadista y nieto de Uzun Hasan Shah Ismail Khatai (1501-1524) unió todos los territorios de Azerbaiyán bajo su control.Bajo el reinado de Shah Abbas I the Great (1587-1630) la monarquía alcanzó su punto máximo y adquirió una identidad nacional claramente persa que se fusionó con el islam chiita. El reinado de Abbas fue capaz de repeler a los otomanos y volver a capturar todo el Cáucaso, incluyendo lo que ahora es Azerbaiyán y Shirvan en 1603.

## URSS

Bandera de Azerbaiyán en la República Soviética.

Los azeríes del norte se integraron al imperio ruso con la firma del Tratado de Gulistán. Tras la revolución soviética de 1917, se sublevaron contra el poder central hasta ser sometidos por el Ejército Rojo en 1920.
Tras la caída del Imperio ruso durante la Primera Guerra Mundial, Azerbaiyán, con Armenia y Georgia pasó a conformar la República Democrática Federal de Transcaucasia, de corta vida. Cuando la república fue disuelta en mayo de 1918, Azerbaiyán declaró su independencia como la República Democrática de Azerbaiyán (RDA). La RDA fue la primera república parlamentaria democrática en el mundo islámico, pero duró sólo 23 meses, pues el Ejército Rojo Bolchevique la invadió en abril de 1920, creando la República Socialista Soviética de Azerbaiyán el mismo año. En 1922, Azerbaiyán pasó a formar parte de la República Federal Socialista Soviética de Transcaucasia (RSFST), que a su vez se convirtió en un miembro constituyente de la recién creada Unión Soviética. 
En 1936 se disolvió la RSFST y la República Socialista Soviética de Azerbaiyán se convirtió en un estado miembro de la Unión Soviética. Durante la Segunda Guerra Mundial, Azerbaiyán suministró gran parte del petróleo en el Frente Oriental, mientras que cerca de 600.000 azeríes lucharon contra la Alemania Nazi. La Operación Edelweiss dirigida por la Wehrmacht fue orientada hacia la región a causa de su importancia en el suministro de energía.
A raíz de la política de "glásnost", iniciado por Mijaíl Gorbachov, los disturbios civiles y las luchas étnicas crecieron en diversas regiones de la Unión Soviética, incluidos los de Nagorno Karabaj, una región de la República Socialista Soviética de Azerbaiyán. Los disturbios en Azerbaiyán dieron lugar a llamamientos en favor de la independencia.
Experiencia de Margarita K., refugiada armenia y residente en Bakú, de los años previos al inicio del conflicto entre azeríes y armenios:

Corría el año 1988... Cada día acudía a la plaza un grupo de hombres que se ponían a cantar y bailar. Iban vestidos de negro y bailaban agitando cuchillos y puñales. La central de telégrafos está situada junto a esa plaza, de manera que todo aquello ocurría delante de nuestros ojos. Mirábamos desde el balcón y recuerdo que pregunté «¿Qué es lo que gritan?». y alguien me respondió: «¡Muerte a los infieles!¡Muerte!». Aquello duró meses y meses... Nuestros jefes nos apartaban de las ventanas. «Dejad de asomaros, es peligroso. Volved a vuestros puestos y seguid trabajando, decían». Cada día, a la hora de la comida, solíamos sentarnos todas juntas a beber té, pero un día, de pronto, las azeríes se sentaron a una mesa y las armenias en otra. Fue algo espontáneo, ¿me entiende? Yo no daba crédito a lo que veía. Todavía no era consciente de lo que se nos venía encima. (...) «¿Qué ha pasado, chicas?» pregunté. «¿No has oído nada? El jefe dice que de ahora en adelante sólo se les dará trabajo a las musulmanas de pura cepa», me explicó.
Margarita K., refugiada armenia, 41 años.  Fragmento del libro el fin del «Homo soviéticus»

## Formación de una República
El anhelo de autogobierno y la animosidad contra sus vecinos armenios se mantuvieron velados durante la dominación soviética hasta que, a mediados de la década de los 80', surgió en toda su crudeza el conflicto de Nagorno-Karabaj. Este enfrentamiento originó una guerra que habría de prolongarse durante los últimos años del imperio soviético y los primeros de independencia, a la URSS le declaró la guerra el 19 de noviembre de 1990 y se reconoció el 30 de agosto de 1991.

## República de Azerbaiyán
Ayaz Mutallibov fue el primer presidente de la república soberana de Azerbaiyán. Pero las derrotas en Nagorno-Karabaj, ocupado por tropas armenias en los inicios de 1992, provocaron la dimisión de Mutallibov en marzo del mismo año. En mayo de 1992, un fallido golpe promovido para reponer a Mutallibov en el poder supuso la definitiva caída y exilio del antiguo presidente y la convocatoria de elecciones presidenciales para el 7 de junio en las que venció Abulfaz Elchibey, del Frente popular.
Elchibey ordenó una contraofensiva en Nagorno-Karabaj que devolvió a Azerbaiyán el control militar de puestos estratégicos. Ello no obstante, consideró la vía diplomática como única salida al conflicto y abrió conversaciones de paz con el presidente Armenia Levon Ter-Petrosián. Elchibey fue relevado en 1993 por Heydar Aliyev al frente del país. Tras un periodo de relativa calma, en 1997 y 1998 se recrudecieron los enfrentamientos en Nagorno-Karabaj. Ese último año, Aliyev renovó si cargo en elecciones.

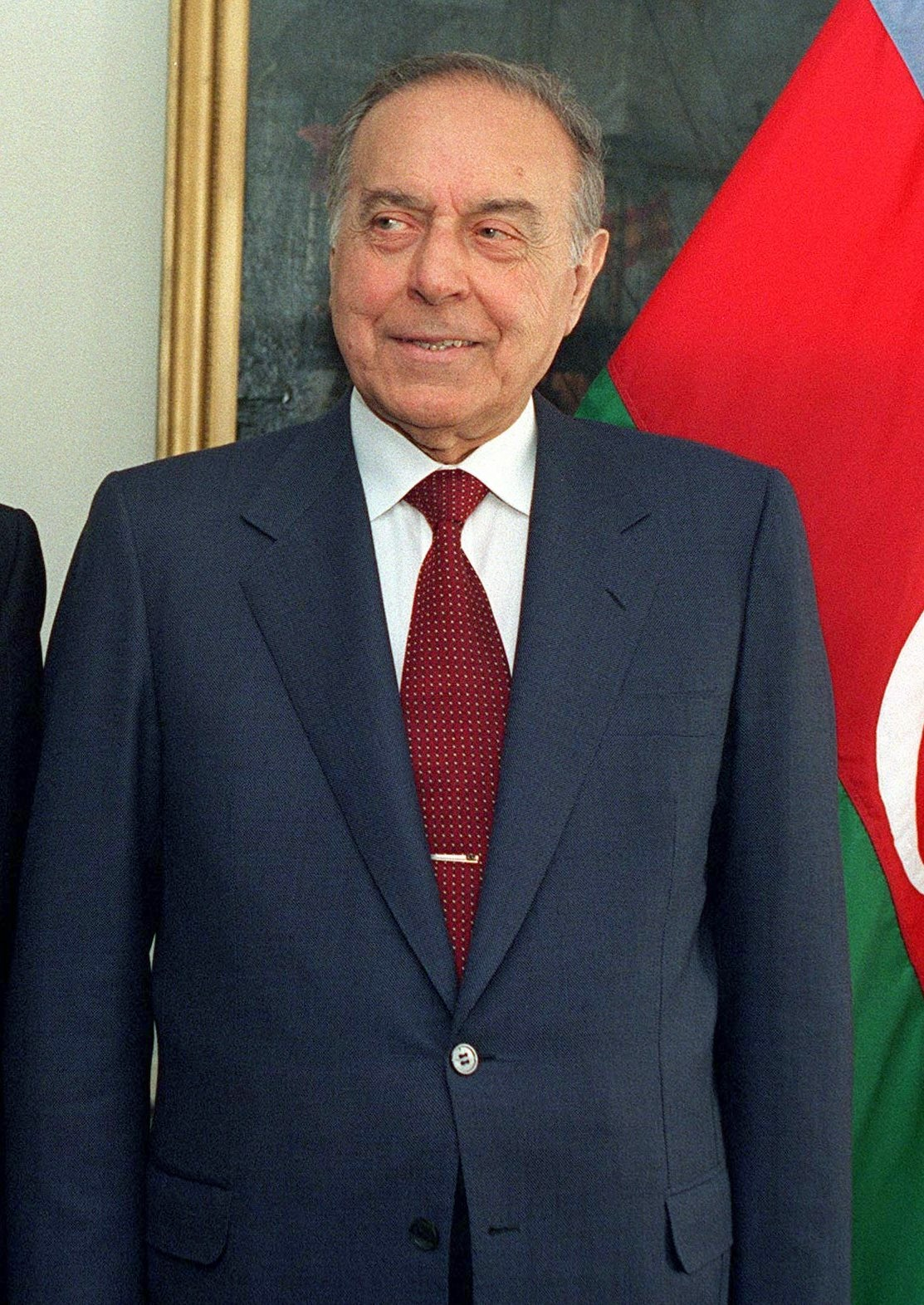
Heydar Aliyev.

### Heydar Aliyev y Ilham Aliyev
Sobre el curso de la década subsecuente, Aliyev gobernó su país con una mano firme, animando la inversión extranjera mientras que desalentaba la disensión política. Él funcionó y ganó dos veces la presidencia de Azerbaiyán en las elecciones nacionales (llevadas a cabo en el octubre de 1993 y el octubre de 1998), pero los observadores internacionales no miraron ninguna elección como libremente o la feria. Aliyev tenía éxito considerable en la atracción de las compañías multinacionales para invertir pesadamente en la industria de petróleo de Azerbaiyán, que las reservas grandes controladas del aceite y del gas debajo del mar caspio pero habían sufrido a gerencia pobre en épocas soviéticas. En 1997 el presidente Aliyev firmó un contrato enorme con el consorcio internacional AIOC del aceite. Él también actuaba como una de las fuerzas impulsoras detrás del proyecto multibillonario polémico del dólar para construir un oleoducto de Bakú a Ceyhan en Turquía, vía Georgia vecina (así puenteando Rusia al norte y al Irán, a mucho al descontento de esos países). Sin embargo, la corrupción del mismangement prosperó bajo década de Aliyev de la regla autocrática y Azerbaiyán ganó una reputación poco envidiable como uno de la mayoría corrompe países en el mundo. Aliyev y su hijo, Illham ambos estaban parado acusados personalmente de desnatar de las sumas enormes de rédito del aceite, conduciendo a alguno que describía el país como kleptocracy. Él también intentó pero no pudo para resolver la crisis de Nagorno-Karabaj, procurando una solución militar en diciembre de 1993 que dio lugar eventual a las 30.000 muertes estimadas y la dislocación de 750.000 más Azeris. La edición sigue siendo sin resolver, con la regla armenia continuando en Nagorno-Karabaj y Azerbaiyán todavía que reciben a varios cientos mil refugiados. En 1995 asesinos intentó matar a Aliyev en la venganza para que sus tentativas limpien encima de la influencia turca del casino en Azerbaiyán. Las autoridades nunca capturaron a asesinos supuestos, que incluyeron probablemente Abdullah Catli. La salud de Aliyev comenzó a fallar en 1999, cuando él tenía una operación importante de puente del corazón en los Estados Unidos. Él tenía más adelante cirugía de la próstata y una operación de la hernia. Él sufrió un derrumbamiento mientras que daba un discurso en la televisión viva en abril de 2003. El 6 de agosto, Aliyev volvió a los Estados Unidos para el tratamiento para los problemas congestivos del paro cardíaco y del riñón. Él se retiró de la presidencia en el comienzo de octubre de 2003, pero en un movimiento extremadamente polémico designó a su hijo Ilham como candidato presidencial único de su partido. 
Ilham Aliyev ganó la elección presidencial del 15 de octubre de 2003 pero los observadores internacionales criticaron otra vez la competencia, alegando que esta había caído por debajo de los estándares previstos. Esta transferencia de la energía se convirtió en el primer caso de la sucesión dinástica a nivel presidencial en uno de los antiguos territorios de la Unión Soviética. Cuando Ilham Aliyev llevaba solamente dos meses en la presidencia, la muerte de su padre el 12 de diciembre marcó el final de una era en la política en Azerbaiyán.